# Jaroszów (Silésie)
Pour les articles homonymes, voir Jaroszów (Basse-Silésie).
Jaroszów est une localité polonaise de la gmina de Żarki, située dans le powiat de Myszków en voïvodie de Silésie.